# Ох… этот отпуск
«Ох… этот отпуск» (нем. Ooh… diese Ferien) — австрийская комедия 1958 года режиссёра Франца Антеля.

## Сюжет
Семья Петерманнов — Макс, его жена Бригитта, младшие дети Энди и Ступси, старшая дочь Моника и дедушка Зейдельбаст отправляются в отпуск — путешествие по Европе в солнечную Италию, на арендованном автомобиле. Проблема в том, что им достаётся машина, в которой до этого передвигалась компания мошенников — Антонович, Мара Лэйн, Отто и Вилли, и они кое-что забыли в машине. И теперь им срочно нужно это незаметно забрать. С такой компанией на хвосте ничего не подозревающих Петерманов в их семейном путешествии ожидают самые удивительные обстоятельства… В ход идут дорожные происшествия и попытки соблазнения отца семейства «фам-фаталь» Марой Лейн, что вызывает ревность его жены Бигги, и только усложняет задачу мошенникам. В то же время Вилли в своих попытках завладеть автомобилем близко знакомится с Моникой, влюбляется, и взаимно. Череда вызванных недоразумениями комических эксцессов нарастает, но всё семейство спасает дедушка Зейдельбаст, и всё счастливо разрешается.

## В ролях
- Георг Томалла — Макс Петерманн
- Ханнелоре Боллманн — Бриджит «Бигги» Петерманн
- Хайди Брюль — Моника, их дочь
- Ханс Мозер — дедушка Зейдельбаст
- Карл Фернбах — Антонович
- Мара Лэйн — Бэби, «Баронесса»
- Михаэль Крамер — Вилли Больц
- Рольф Олсен — Отто Мюффлер

## Съёмки
Съёмочная группа проделала на автомобилях путь из Монте-Карло через Марсель в Канны, затем в Испанию — Барселону и Сан-Фелиу-де-Гишольс .

## Критика
Lexikon des internationalen Films  назвала этот фильм «летним развлечением, наполненным шумихой, ситуационными комиксами, шутками и забавами».